# Echinops chodzha-mumini
Echinops chodzha-mumini là một loài thực vật có hoa trong họ Cúc. Loài này được Rassulova & B.A.Sharipova mô tả khoa học đầu tiên năm 1988.